# Persea
Persea és un gènere de plantes amb flors amb unes 150 espècies d'arbres de fulla persistent dins la família del llorer (Lauràcia). El membre més conegut del gènere és l'alvocat, Persea americana.

## Descripció
Són arbres de mida mitjana, de 15-30 m d'alt. Les fulles són simples i lanceolades de 5-30 cm de llargada i 2-12 cm d'amplada i en disposició en espiral o alternada. Les flors es disposen en panícules curtes. El fruit és una drupa oval o amb forma de pera i una sola llavor. La mida del fruit és variable segons les espècies, d'1-1,5 cm per exemple en P. borbonia i P. indica, fins a 10-20 cm en P. americana.

## Distribució i ecologia
Les espècies de Persea tenen una distribució disjunta amb 70 espècies neotropicals des de Brasil a Xile i de Mèxic al Carib; arriben al sud-est dels Estats Units. A les illes de la Macaronèsia n'hi ha una sola espècie, l'endèmica Persea indica. N'hi ha unes 80 espècies a l'est i sud-est d'Àsia. Les espècies que aguanten més el fred suporten fins a -12 °C: P. borbonia, P. ichangensis i P. lingue; necessiten un sòl constantment humit i no toleren la secada.
La família Lauraceae formava part de la flora de Gondwana i molts dels seus gèneres migraren a Amèrica del Sud per l'Antàrtida, per ponts de terra en el Paleocè. Persea indica sobrevisqué en els boscos nebulosos de la laurisilva de les Canàries i les altres zones de la Macaronèsia.
L'evidència fòssil indica que el gènere Persea es va originar a l'Àfrica occidental durant el Paleocè i se n'estengué després més enllà. L'assecament posterior a l'Oligocè i les glaciacions va extingir el gènere Persea d'Europa.

## Taxonomia

### Espècies
Dins del gènere Persea es reconeixen les 109 espècies següents:
- Persea alba Nees & Mart.
- Persea albida Kosterm.
- Persea albiramea van der Werff
- Persea alpigena (Sw.) Spreng.
- Persea americana Mill.
- Persea areolatocostae (C.K.Allen) van der Werff
- Persea aurata Miq.
- Persea barbujana (Cav.) Mabb. & Nieto Fel.
- Persea basiobtusa Rohwer
- Persea benthamiana Meisn.
- Persea bernardii L.E.Kopp
- Persea bilocularis L.E.Kopp
- Persea boldufolia Mez
- Persea brenesii Standl.
- Persea brevipes Meisn.
- Persea brevipetiolata van der Werff
- Persea buchtienii O.C.Schmidt
- Persea bullata L.E.Kopp
- Persea caerulea (Ruiz & Pav.) Mez
- Persea caesia Meisn.
- Persea campii L.E.Kopp
- Persea chamissonis Mez
- Persea chrysantha Lorea-Hern.
- Persea chrysophylla L.E.Kopp
- Persea cinerascens S.F.Blake
- Persea conferta L.E.Kopp
- Persea cordata Meisn.
- Persea corymbosa Mez
- Persea costata Meisn.
- Persea croatii van der Werff
- Persea croizatii van der Werff
- Persea cuatrecasasii Kosterm.
- Persea cuneata Meisn.
- Persea donnell-smithii Mez
- Persea dryadum Rohwer
- Persea fastigiata L.E.Kopp
- Persea fendleri van der Werff
- Persea ferruginea Kunth
- Persea filipes Rusby
- Persea fuliginosa Nees & Mart.
- Persea fulva L.E.Kopp
- Persea fusca Mez
- Persea glabra van der Werff
- Persea grandiflora L.E.Kopp
- Persea haenkeana Mez
- Persea hexanthera L.E.Kopp
- Persea hintonii C.K.Allen
- Persea hirta Nees
- Persea hypoleuca (A.Rich.) Mez
- Persea indica (L.) Spreng.
- Persea jariensis Vattimo-Gil
- Persea jenmanii Mez
- Persea julianae van der Werff
- Persea kostermansii I.M.Turner
- Persea krugii Mez
- Persea laevifolia van der Werff
- Persea lemensis H.Ferrer & Sanoja
- Persea liebmannii Mez
- Persea lingue (Ruiz & Pav.) Nees
- Persea longipes (Schltdl.) Meisn.
- Persea maguirei L.E.Kopp
- Persea major (Meisn.) L.E.Kopp
- Persea meridensis L.E.Kopp
- Persea meziana Rasingam & Karthig.
- Persea microneura Meisn.
- Persea mutisii Kunth
- Persea negracotensis O.C.Schmidt
- Persea nivea Mez
- Persea nudigemma van der Werff
- Persea oblongifolia L.E.Kopp
- Persea obovata Nees & Mart.
- Persea obscura Lorea-Hern.
- Persea obtusifolia L.E.Kopp
- Persea pajonalis van der Werff
- Persea pallescens (Mez) Lorea-Hern.
- Persea pedunculosa Meisn.
- Persea perglauca Lundell
- Persea perseiphylla (C.K.Allen) van der Werff
- Persea peruviana Nees
- Persea povedae W.C.Burger
- Persea psammophila P.L.R.Moraes
- Persea pseudofasciculata L.E.Kopp
- Persea pumila P.L.R.Moraes & R.S.Pacheco
- Persea punctata Meisn.
- Persea purpusii L.E.Kopp
- Persea raimondii O.C.Schmidt
- Persea rigens C.K.Allen
- Persea rigida Nees & Mart.
- Persea rufescens Lundell
- Persea rufotomentosa Nees & Mart.
- Persea ruizii J.F.Macbr.
- Persea schiedeana Nees
- Persea sericea Kunth
- Persea sessilis Standl. & Steyerm.
- Persea silvatica van der Werff
- Persea sphaerocarpa (H.J.P.Winkl.) Kosterm.
- Persea splendens Meisn.
- Persea sprucei Kosterm.
- Persea standleyi C.K.Allen
- Persea stricta Mez
- Persea subcordata (Ruiz & Pav.) Nees
- Persea trollii O.C.Schmidt
- Persea urbaniana Mez
- Persea vanderwerffii Doweld
- Persea venosa Nees & Mart.
- Persea veraguasensis Seem.
- Persea vesticula Standl. & Steyerm.
- Persea weberbaueri Mez
- Persea willdenovii Kosterm.

## Etimologia
Philip Miller derivà Persea del nom grec Περσεα. L'aplicaren Teofrast i Hipòcrates a un arbre egipci, possiblement Cordia myxa, o a una espècie del gènere Mimusops.